# Vic Elford

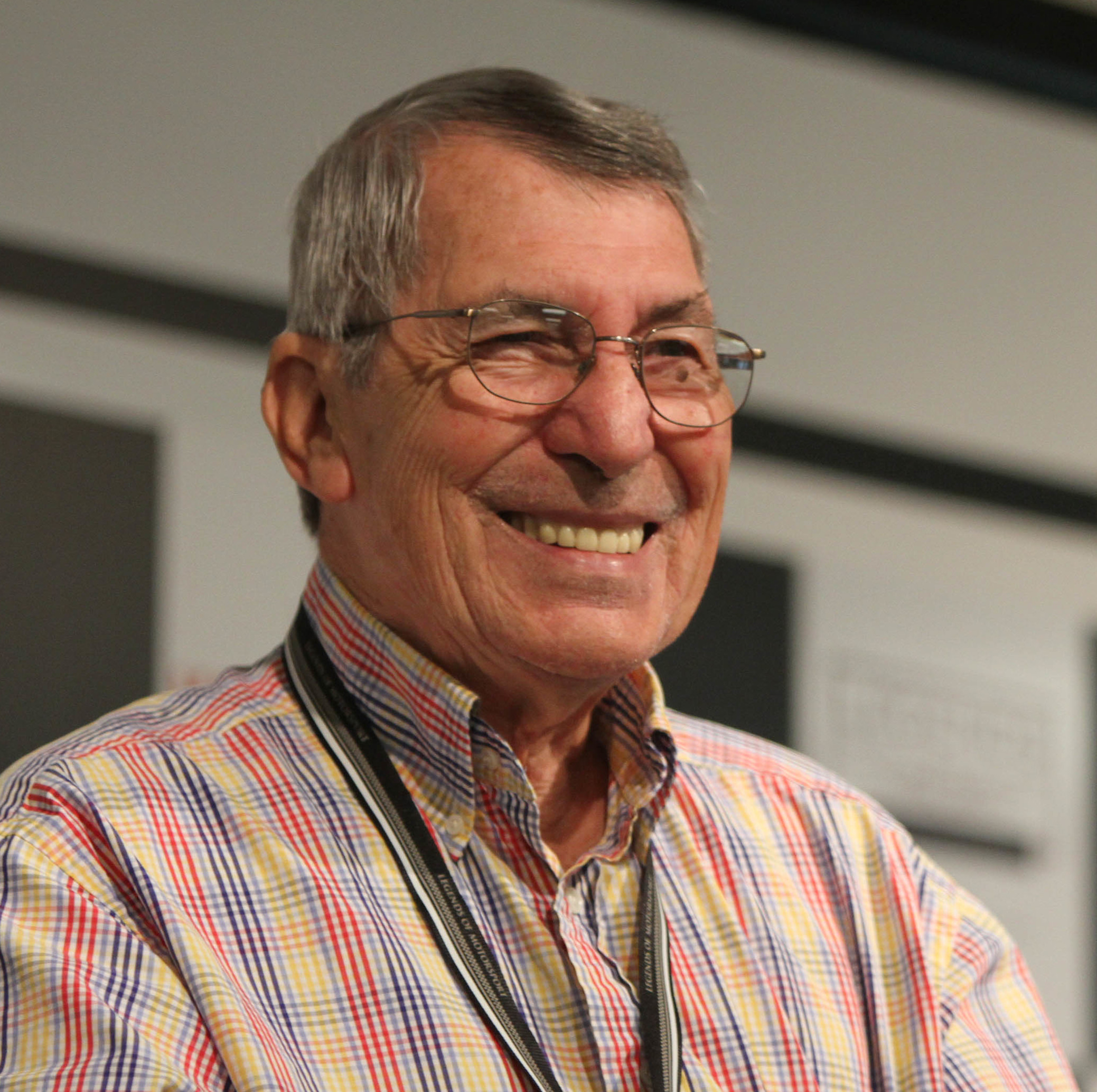
Vic Elford, 2010

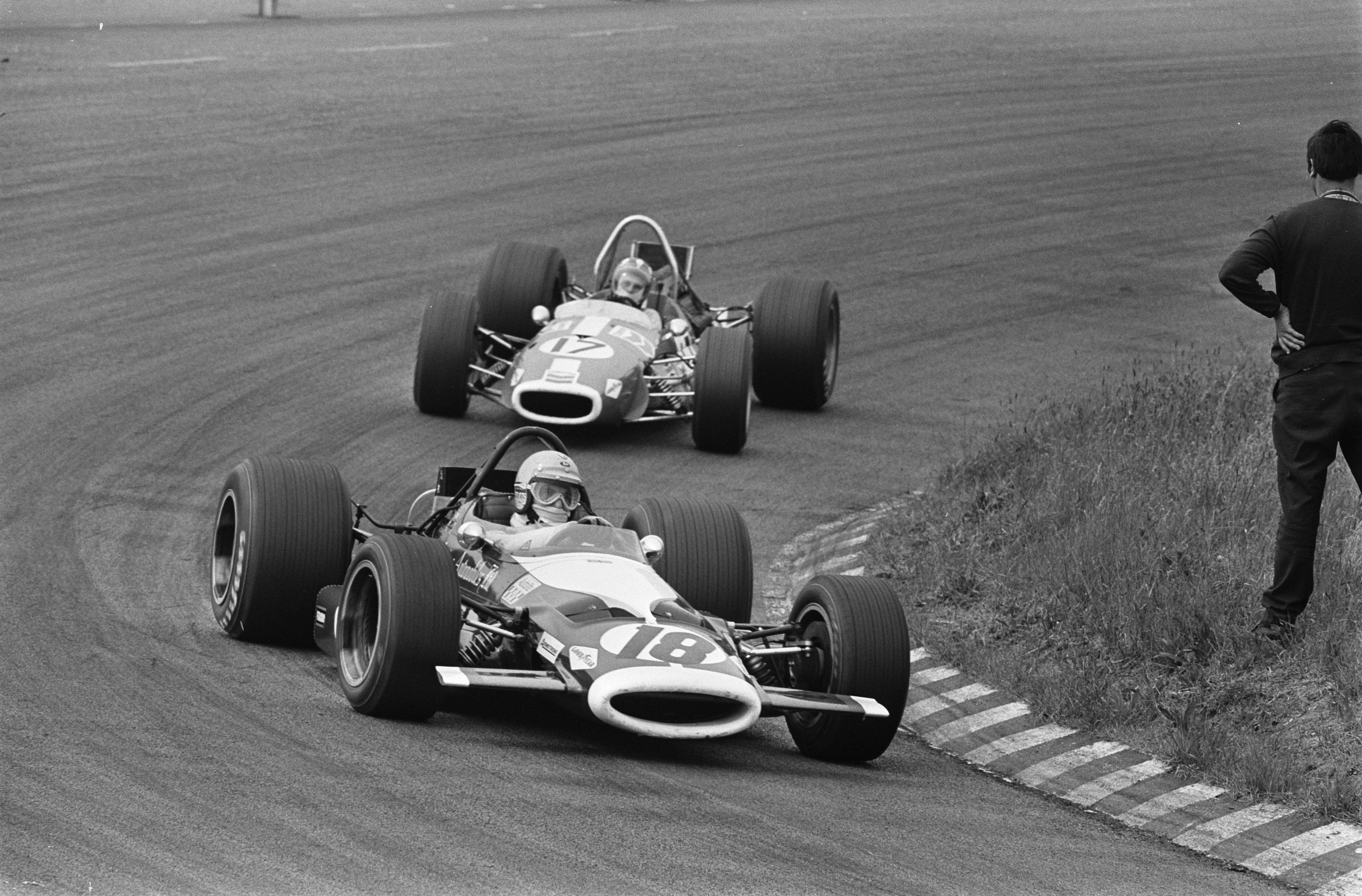
Vic Elford in een McLaren-Ford (nr. 18) tijdens de GP van Nederland 1969.

Victor Henry Elford (Peckham (Londen), 10 juni 1935 – Plantation (Florida), 13 maart 2022) was een Brits Formule 1-coureur uit Groot-Brittannië. 
Elford debuteerde in 1960 in de autosport. Hij reed in 1968, 1969 en 1971 13 Grands Prix voor de teams Cooper, McLaren en BRM. Hij maakte ook naam in de wegracerij. Zijn laatste race reed hij in 1984. 
Na zijn racecarrière was hij teammanager voor ATS en Audi tussen 1977 en 1980. 
In de laatste jaren van zijn leven was hij adviseur voor Porsche, eigenaar van een rijschool, schrijver en gastspreker bij evenementen.
Elford overleed aan kanker in maart 2022. Hij werd 86 jaar oud.